# Crofton (Kumbria)
Crofton – przysiółek w Anglii, w Kumbrii, w dystrykcie (unitary authority) Cumberland. Leży 11 km na południowy zachód od miasta Carlisle i 420 km na północny zachód od Londynu. W latach 1870–1872 osada liczyła 105 mieszkańców.